# Вили фон Кенел
Вили фон Кенел (Шо де Фон, 30. октобар 1909 – 28. април 1991) био је швајцарски фудбалер који је играо за Швајцарску на Светском првенству у фудбалу 1934. године. Такође је на клупском нивоу играо за Бјел-Бјен и Сервет.